# Upplands runinskrifter 1079
Upplands runinskrifter 1079 är en vikingatida runsten i Forkarby, Bälinge socken och Uppsala kommun. av vilken det endast finns några runstensfragment kvar. Runstenen var av mörk granit. Någon gång efter 1727 slogs stenen sönder och var försvunnen. 1856 återfanns dock ett fragment. Sammantaget har fyra fragment av U 1079 återfunnits. Runstenen är prydd med en repstav nedtill.

## Inskriften
Translitterering av runraden:
[fas](t)i · lit · h(r)[ita · stan eftiʀ ·] (f)astuiu · kun[u si]nh
Normalisering till runsvenska:
Fasti let retta stæin æftiʀ Fastviu, kunu sina.
Översättning till nusvenska:
Faste lät uppresa stenen efter Fastvi, sin hustru.